# Seraphima Schachowa
Seraphima Schachowa est une médecin et histologiste ukrainienne, née en 1854 à Ekaterinoslav en Ukraine et morte après 1910.

## Biographie
De 1871 à 1873, elle effectue des études à l'université de Zurich où elle devient bachelière en médecine (BM) en 1873. Elle passe sa thèse de médecine à l'université de Berne : elle y décrit le segment du néphron intercalé entre le tube contourné proximal et l’anse de Henle, segment parfois nommé « tube spiral » ou « tube de Schachowa »,. 
Elle retourne en Ukraine en 1877 où elle passe un examen d'État en médecine en 1878. En 1900, elle pratique la médecine à Kharkov.